# West Park (Wolverhampton)
Pour les articles homonymes, voir West Park.
Le West Park, anciennement appelé People's Park, est un parc de Wolverhampton, en Angleterre, inauguré le 6 juin 1881.

## Contexte
Le site choisi pour le premier des grands parcs de Wolverhampton était l'hippodrome, ou Broad Meadows, propriété du duc de Cleveland. Le 12 mars 1879, l'échevin Samuel Dickinson invite les paysagistes à concourir pour l'aménagement du parc. Le gagnant du prix de 50 £ était Richard Hartland Vertegan de Chad Valley Nurseries, Edgbaston, Birmingham. C'était plusieurs années avant que Vertegans ne conçoive Handsworth Park. Le mandat du conseil comprenait:
- Lacs d'agrément, 8 acres
- Zones pour exercices bénévoles, tir à l'arc, cricket et boules, 12 acres

Le parc a été inauguré le 6 juin 1881 par le maire de Wolverhampton, l'échevin John Jones.
Le kiosque à musique a été présenté par le député de longue date de la ville, Rt. Hon. Charles Pelham Villiers, le 29 mai 1882. Désormais classé Grade II, il a été restauré en 2002 pour un coût de 70 000 £.
Le conservatoire a été ouvert en juillet 1896 par la veuve de l'ancien maire Alderman Samuel Dickinson. Construit au coût de 1 500 £, il avait été financé par les 1893 Floral Fêtes, l'une d'une série de fêtes annuelles organisées entre 1889 et 1939

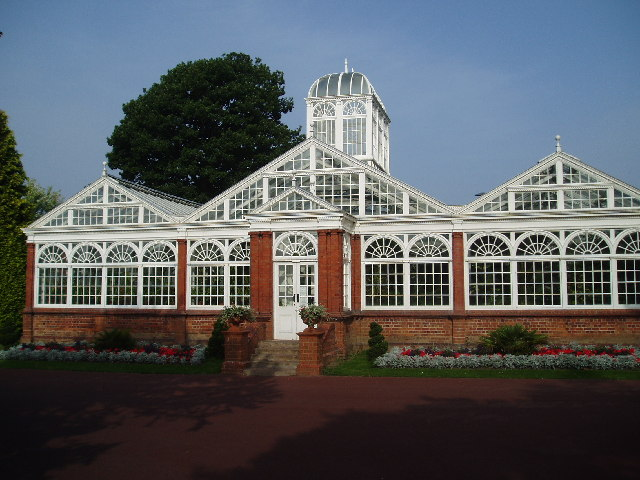
Le Conservatoire, West Park, Wolverhampton

L'exposition la plus grande et la plus ambitieuse organisée à Wolverhampton était l'Exposition artistique et industrielle de 1902 qui était située à West Park. Bien qu'elle n'abrite qu'un seul pavillon international, du Canada, la portée et l'échelle de l'exposition reflètent toutes les avancées des autres expositions de son époque. Le site d'exposition comprenait plusieurs grandes salles abritant des machines, des produits industriels, une salle de concert, deux kiosques à musique, un restaurant et une fête foraine avec des manèges à sensations fortes et une glissade d'eau. Son ouverture, par Arthur de Connaught et Strathearn, a été accueillie avec un enthousiasme plein d'espoir, malheureusement pas égalé par la météo, qui a contribué à une perte de 30 000 £, soit près de 2 M £ aujourd'hui. évaluer,.
En 1911, des plates-bandes commémoratives ont été aménagées pour le couronnement de King George V ; de même en 1937 pour King George VI. Pendant la Première Guerre mondiale, des canards et des lapins ont été élevés et des légumes ont été cultivés pour soutenir l'effort de guerre. En 1942, le parc a été transformé en lotissements et l'heure de fermeture normale a été prolongée pour permettre le travail supplémentaire impliqué. Le parc a été inscrit au Registre national du patrimoine des parcs et jardins d'intérêt historique spécial en 1986. Une subvention a été reçue du Heritage Lottery Fund en 2005 pour rénover le salon de thé.

## Galerie

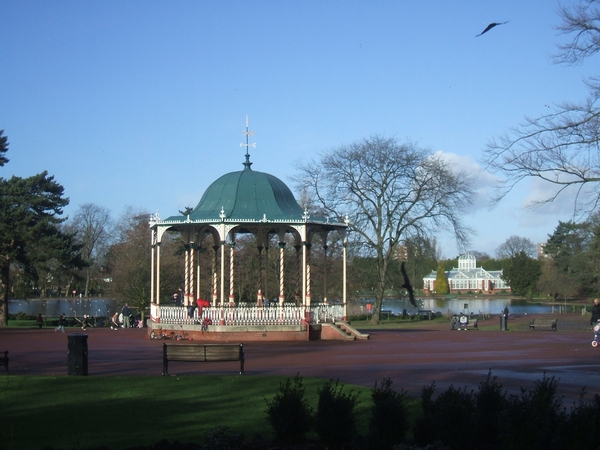
Grade II listed bandstand, 1882
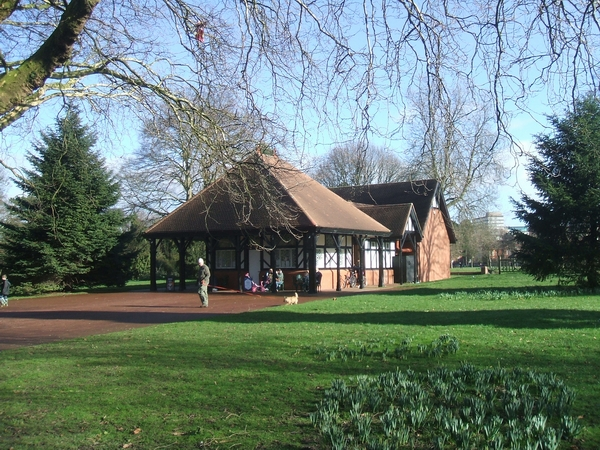
Tea Room, refurbished in 2005
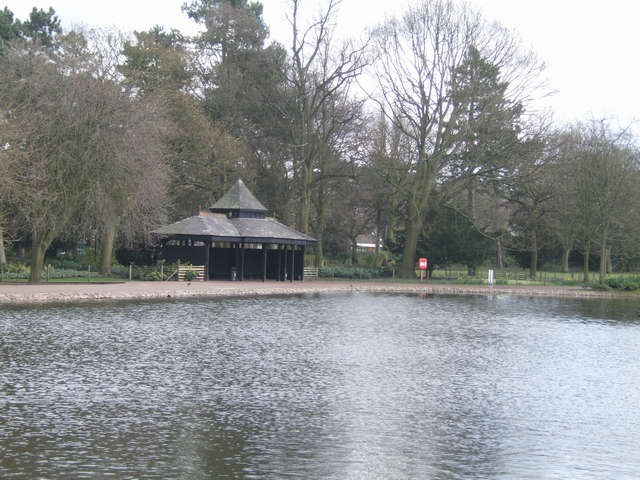
Lakeside pavilion
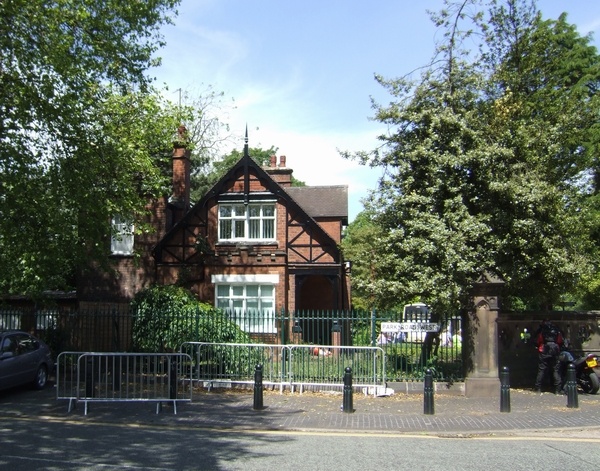
South Gate lodge, West Park
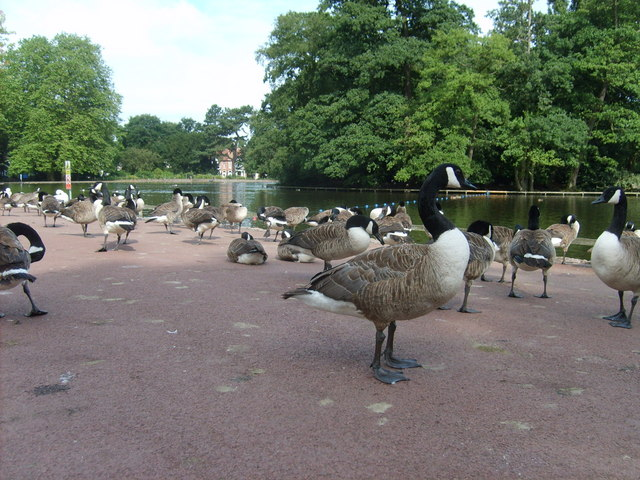
A flock of Canada Geese, Branta Canadensis

## Jeux du Commonwealth de 2022
En 2022, West Park sera le lieu des contre-la-montre cyclistes pour Birmingham 2022, le parc sera le départ et l'arrivée des courses. Ian Reid, CEO de Birmingham 2022, a déclaré que Wolverhampton était le cadre idéal pour les contre-la-montre, car il y avait beaucoup d'espace et un soutien incroyable pour faire du vélo dans la ville, et qu'il était vital d'amener les jeux à l'ensemble. des Midlands de l'Ouest.

## Aujourd'hui

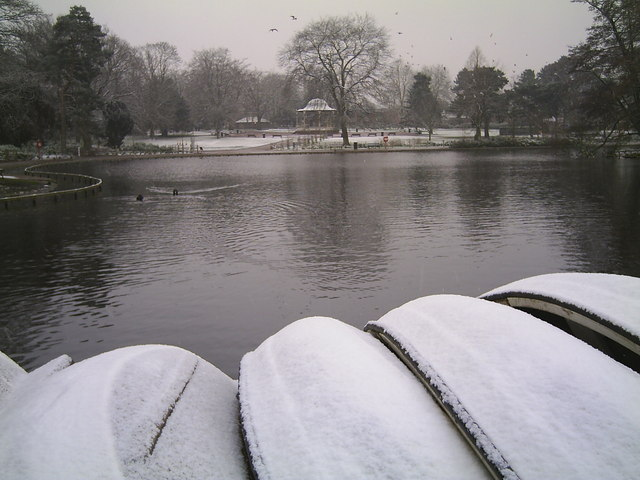
Bateaux à neige: West Park en hiver

La plupart des installations sont gratuites ou à un coût nominal:
- Lac de plaisance
- Pique-nique
- Terrain de tennis
- Salons de thé
- Aire de jeux pour enfants
- Accès handicapés
- Les chiens-guides sont les bienvenus
- Terrain de boules (situé à Park Crescent)
- Conservatoire victorien : collection mondiale de plantes

Le parc accueille:
- Concerts hebdomadaires de fanfare d'été sur le kiosque à musique récemment restauré
- Événements, promenades et activités organisés et animés par le service des gardes du parc.
- Spectacle de Wolverhampton (été)
- Feux de joie et feux d'artifice annuels
- Rallye vapeur et vintage
- Autres événements spéciaux[6]